# Carl Heumann (Puppenhersteller)
Carl Heumann war der Name einer Anfang des 20. Jahrhunderts in Thüringen gegründeten Puppen-Manufaktur mit Sitz in Sonneberg, Schöne Aussicht 13–15.

## Geschichte
Das Unternehmen wurde 1902 gegründet und produzierte Puppen aus Celluloid.
Die Firma stellte „[...] mindestens bis 1930“ Puppen her. Ihre bekannteste Marke war das Ende der 1920er Jahre entworfene Suck-Thumb Baby.